# Nguyễn Đình Toàn (vận động viên)
Nguyễn Đình Toàn (sinh năm 1986) là một vận động viên Taekwondo người Việt Nam. Anh là vô địch Đông Nam Á , vô địch châu Á  và vô địch thế giới  nội dung biểu diễn quyền Taekwondo.

## Xuất thân
Nguyễn Đình Toàn sinh trong một gia đình nghèo ở xã Lại Yên, huyện Hoài Đức, tỉnh Hà Tây cũ nay là Hà Nội. Cha Anh là ông Nguyễn Đình Hoàn, một người mang hai dòng máu Việt và Nga. Mới 6 tuổi, Anh đã phải bỏ học để đi nhặt rác kiếm tiền giúp gia đình.
Năm 2000, Anh bắt đầu học võ tại các lò võ ở Hà Tây, đến năm 2001 thì theo huấn luyện viên Lê Minh Khương luyện tập biểu diễn quyền Taekwondo. Đồng thời, Anh trở lại học văn hóa và đã thi đậu vào Đại học Thể dục Thể thao Bắc Ninh .

## Thành tích thi đấu quốc tế
- 2006: Huy chương bạc nội dung quyền cá nhân nam tại Giải Vô địch Taekwondo Poomsae Thế giới lần thứ hai tại Hàn Quốc.
- 2007: Huy chương đồng cá nhân quyền nam tại Giải Vô địch Taekwondo Thế giới ở Bắc Kinh, Trung Quốc.
- 2008: Huy chương vàng đôi nam nữ (cùng Nguyễn Minh Tú), huy chương bạc quyền cá nhân nam tại Giải Vô địch Taekwondo Poomsae Thế giới lần thứ ba ở Ankara, Thổ Nhĩ Kỳ.
- 2009:
Huy chương vàng đôi nam nữ, huy chương vàng đồng đội nam tại Giải Vô địch Taekwondo Đông Nam Á.[7]
Huy chương vàng đôi nam nữ (cùng Nguyễn Minh Tú), huy chương vàng đồng đội nam (cùng Lê Trung Anh và Võ Thành Dương) tại Giải Vô địch Taekwondo Poomsae Thế giới lần thứ tư ở Cairo, Ai Cập.[7]
Huy chương vàng nội dung biểu diễn quyền đồng đội nam, huy chương vàng nội dung đôi nam nữ tại SEA Games 25 tại Viêng Chăn.[8]
- 2010: Huy chương vàng nội dung quyền cá nhân nam tại Giải Vô địch Taekwondo châu Á lần thứ 19 tại Kazakhstan tháng 5 năm 2010 [9].